# Q.I. (série télévisée)
Q.I. est une série télévisée française en 24 épisodes de 26 minutes réalisée par Olivier de Plas, et diffusée du 24 janvier 2012 à 2014 sur OCS Max.

## Synopsis
Candice Doll, une ancienne actrice pornographique, étudie la philosophie.

## Distribution[1]
- Alysson Paradis : Karine Miguet / Candice Doll
- Jeanne Savary : Marlène Miguet
- Jérôme Daran : Franck Maccione
- Philippe Vieux: Professeur Cohen
- Nikita Lespinasse : Pepita
- Alain Dion : Jean-Pierre Miguet
- Xavier Guelfi : Marcus
- Sebastian Barrio: Youri